# Afrique du Sud aux Jeux paralympiques
La participation de l'Afrique du Sud aux Jeux paralympiques débute aux deuxième jeux d'été en 1964 à Tokyo au Japon. 
Le pays a pratiquement participé à toutes les éditions des Jeux paralympiques d'été ayant néanmoins été interrompue lors des années 1980 en raison de sa politique d'apartheid.
L'Afrique du Sud a obtenu en tout 280 médailles aux Jeux paralympiques, dont 110 médailles d'or, 88 d'argent et 82 de bronze, se classant ainsi vingt-et-unième au tableau des médailles à la suite des Jeux d'été de 2012. L'intégralité de ces médailles ont été remportées aux Jeux d'été.

## Histoire

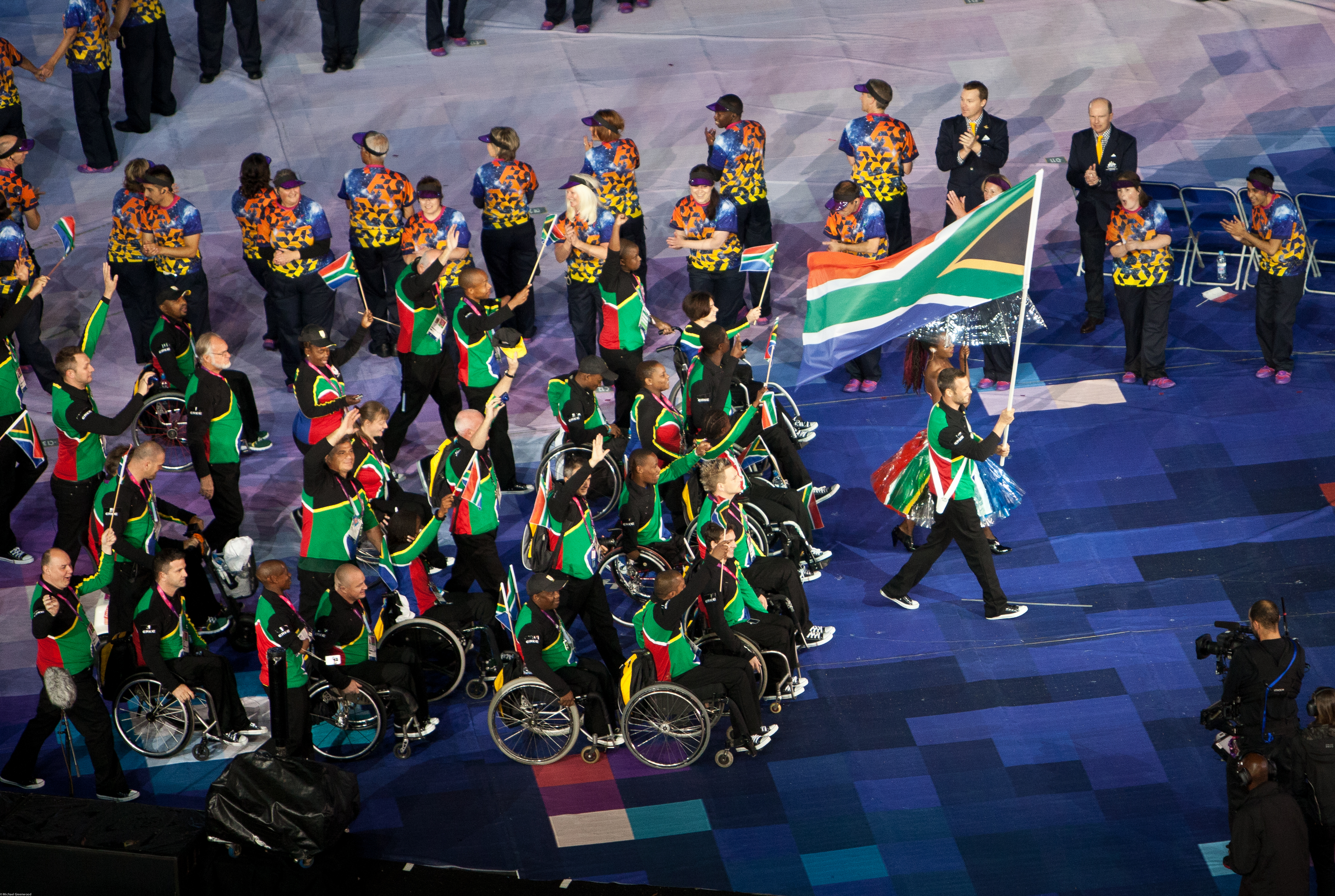
La délégation sud-africaine lors de la cérémonie d'ouverture des Jeux de 2012 à Londres. Le porte-drapeau est Oscar Pistorius.

Absente aux premiers Jeux paralympiques à Rome en 1960, l'Afrique du Sud envoie aux Jeux de Tokyo en 1964 une délégation de neuf athlètes, qui concourent aux épreuves d'athlétisme, d'haltérophilie, de natation et de tir à l'arc. Ils remportent dix-neuf médailles, dont six en or, et se classent sixièmes. L'Afrique du Sud venait alors d'être exclue du mouvement olympique, en raison de sa politique d'apartheid mise en place en 1948. Paradoxalement, le pays effectue donc ses débuts aux Jeux paralympiques en 1964 alors qu'il était interdit de participation, pour la première fois, aux Jeux olympiques d'été de 1964 (également organisés à Tokyo). L'Afrique du Sud participe également aux Jeux paralympiques d'été en 1968 (à Tel Aviv), 1972 (à Heidelberg) et 1976 (à Toronto), tout en restant exclue des Jeux olympiques ces mêmes années. Jusqu'en 1972 inclus, le pays envoie exclusivement des athlètes blancs aux Jeux, mais sa délégation en 1976 inclut quelques athlètes noirs,. À noter que la participation sud-africaine en 1976 déclenche le seul boycott à avoir affecté les Jeux paralympiques à ce jour : Huit pays (Cuba, Inde, Jamaïque, Hongrie, Kenya, Pologne, Soudan et Yougoslavie) se retirent des Jeux de Toronto pour protester contre la présence des Sud-Africains.
En 1979, le Parlement des Pays-Bas, pays hôte des Jeux paralympiques d'été de 1980, adopte une motion indiquant que la participation de l'Afrique du Sud à ces Jeux n'est « pas désirable », en raison des politiques sud-africaines de ségrégation et de discrimination raciales, y compris toujours dans le milieu sportif. L'Afrique du Sud ne participe donc pas aux Jeux de 1980, ni à aucune autre édition des Jeux paralympiques lors des années '80. En 1985, le pays est formellement exclu du mouvement paralympique.
Avec la fin de l'apartheid au début des années 1990, l'Afrique du Sud est autorisée à réintégrer les mouvements paralympique et olympique. Elle envoie une délégation de six athlètes aux Jeux d'été de 1992 à Barcelone, et y remporte huit médailles, dont quatre en or. Depuis, le pays participe à tous les Jeux d'été.
En 1998, l'Afrique du Sud participe pour la première fois aux Jeux paralympiques d'hiver ; aux Jeux de Nagano, elle est représentée par un unique skieur alpin, amputé de la jambe gauche : Bruce Warner. L'Afrique du Sud n'est alors que le second pays africain à participer aux Jeux d'hiver, dans le sillage de l'Ouganda en 1976 et en 1980. Bruce Warner prend part aux Jeux de 1998, 2002, 2006 et 2010, sans obtenir de médaille, avant de prendre sa retraite. Lors de ces quatre Jeux, il est l'unique représentant de tout le continent africain, et demeure à ce jour l'un des deux seuls athlètes africains (avec le skieur ougandais aveugle Tofiri Kibuuka) à avoir pris part aux Jeux d'hiver.
Au début du XXIe siècle, l'Afrique du Sud compte dans ses délégations deux des athlètes handisport les mieux connus au monde, dont les performances sont telles qu'elles leur permettent de participer également aux Jeux olympiques : le sprinter Oscar Pistorius, amputé des deux jambes, six fois champion paralympique (Jeux de 2004, 2008 et 2012), star internationale avant d'être inculpé pour meurtre en 2013 ; et Natalie du Toit, nageuse amputée de la jambe gauche, treize fois championne paralympique (Jeux de 2004, 2008 et 2012). Qualifiée aux Jeux olympiques de 2008, Natalie du Toit y participe à l'épreuve de natation marathon (10 km) en eau libre, et est la porte-drapeau de la délégation sud-africaine ; elle est la première athlète amputée à se qualifier pour les JO. Pistorius, pour sa part, participe aux épreuves du 400 m et du 4x400 m aux Jeux olympiques de 2012.

## Bilan général

### Résultats par année

#### Total Jeux paralympiques
Après les Jeux paralympiques de 2020, l'Afrique du Sud totalise 304 médailles (121 médailles d'or, 95 médailles d'argent et 88 médailles de bronze) en 17 participations aux Jeux paralympiques (13 fois aux jeux d'été et 4 fois aux jeux d'hiver).
|            | Médaille d'or, Jeux paralympiques | Médaille d'argent, Jeux paralympiques | Médaille de bronze, Jeux paralympiques | T   |
| ---------- | --------------------------------- | ------------------------------------- | -------------------------------------- | --- |
| JP d'été   | 121                               | 95                                    | 88                                     | 304 |
| JP d'hiver | 0                                 | 0                                     | 0                                      | 0   |
| Total      | 121                               | 95                                    | 88                                     | 304 |

#### Jeux paralympiques d'été

##### - Tableau
| Jeux                | Médaille d'or, Jeux paralympiques | Médaille d'argent, Jeux paralympiques | Médaille de bronze, Jeux paralympiques | Total        | Rang médailles d'or | Rang total des médailles |
| ------------------- | --------------------------------- | ------------------------------------- | -------------------------------------- | ------------ | ------------------- | ------------------------ |
| 1964 Tokyo          | 8                                 | 8                                     | 3                                      | 19           |                     | 6                        |
| 1968 Tel Aviv       | 9                                 | 10                                    | 7                                      | 26           |                     | 10                       |
| 1972 Heidelberg     | 16                                | 12                                    | 13                                     | 41           |                     | 4                        |
| 1976 Toronto        | 6                                 | 9                                     | 11                                     | 26           |                     | 19                       |
| 1992 Barcelone      | 4                                 | 1                                     | 3                                      | 8            |                     | 27                       |
| 1996 Atlanta        | 10                                | 8                                     | 10                                     | 28           |                     | 15                       |
| 2000 Sydney         | 13                                | 12                                    | 13                                     | 38           |                     | 13                       |
| 2004 Athènes        | 15                                | 13                                    | 7                                      | 35           |                     | 13                       |
| 2008 Pékin          | 21                                | 3                                     | 6                                      | 30           |                     | 6                        |
| 2012 Londres        | 8                                 | 12                                    | 9                                      | 29           |                     | 17                       |
| 2016 Rio de Janeiro | 7                                 | 6                                     | 4                                      | 17           |                     | 22                       |
| 2020 Tokyo          | 4                                 | 1                                     | 2                                      | 7            |                     |                          |
| 2024 Paris          | Jeux à venir                      | Jeux à venir                          | Jeux à venir                           | Jeux à venir | Jeux à venir        | Jeux à venir             |

#### Jeux paralympiques d'hiver

##### - Tableau
| Jeux                | Médaille d'or, Jeux paralympiques | Médaille d'argent, Jeux paralympiques | Médaille de bronze, Jeux paralympiques | Total | Rang médailles d'or | Rang total des médailles |
| ------------------- | --------------------------------- | ------------------------------------- | -------------------------------------- | ----- | ------------------- | ------------------------ |
| 1998 Nagano         | 0                                 | 0                                     | 0                                      | 0     | -                   | -                        |
| 2002 Salt Lake City | 0                                 | 0                                     | 0                                      | 0     | -                   | -                        |
| 2006 Turin          | 0                                 | 0                                     | 0                                      | 0     | -                   | -                        |
| 2010 Vancouver      | 0                                 | 0                                     | 0                                      | 0     | -                   | -                        |